# Coelioxys peregrinata
Coelioxys peregrinata är en biart som beskrevs av Cockerell 1911. Coelioxys peregrinata ingår i släktet kägelbin, och familjen buksamlarbin. Inga underarter finns listade i Catalogue of Life.